# Nederland Bloeit/Saison 2011

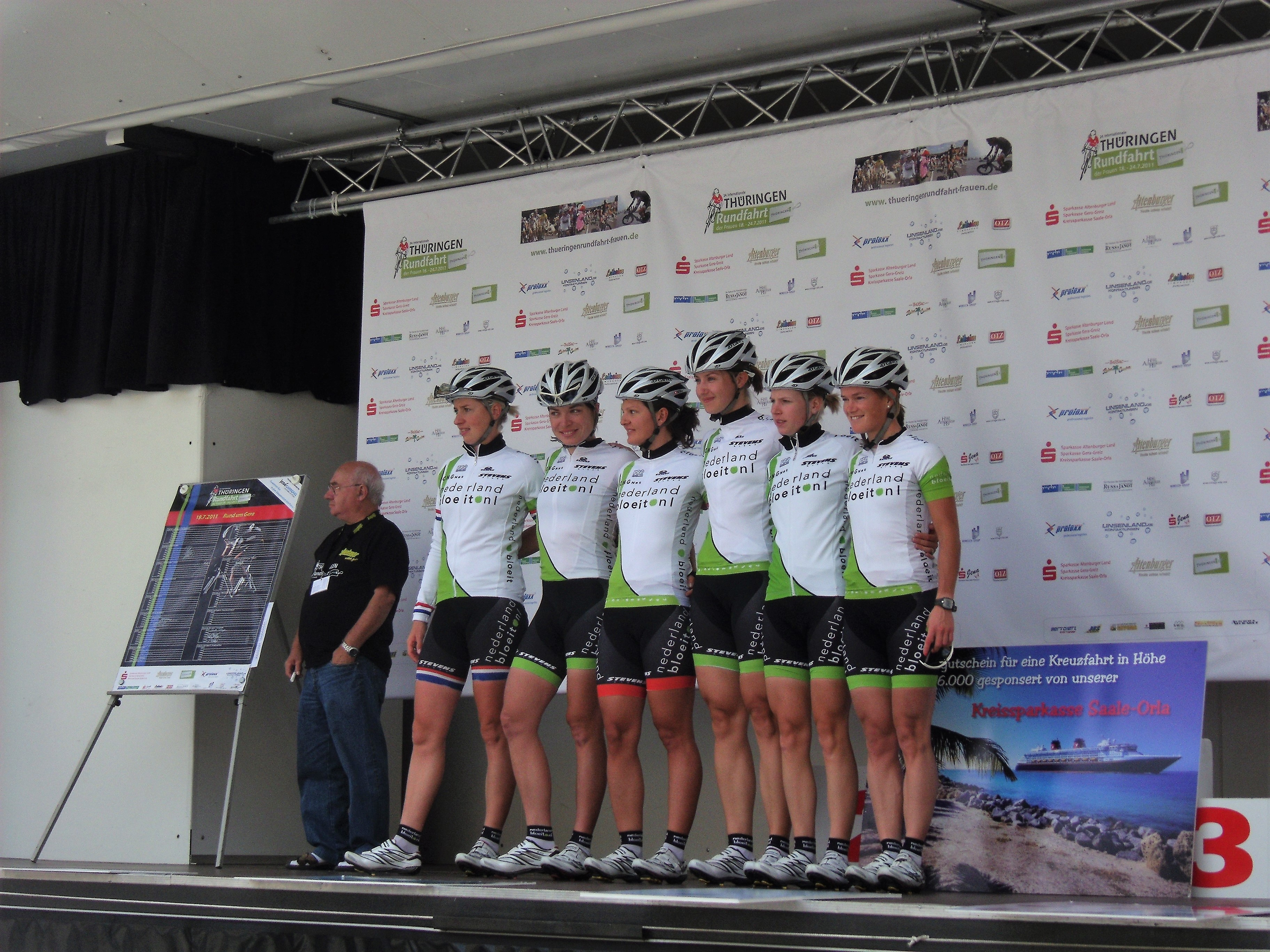
Team Nederland Bloeit bei der Internationalen Thüringen-Rundfahrt der Frauen 2011 in Gera

Dieser Artikel listet die Erfolge und Mannschaft der Frauenradsportteams Nederland Bloeit in der Saison 2011 auf.

## Erfolge
Annemiek van Vleuten gewann die Einzelwertung des Rad-Weltcups der Frauen 2011. Nach Ablauf der Saison 2011 führte Marianne Vos die UCI-Weltrangliste Straßenradsport der Frauen an. Das Team gewann die Weltcup-Mannschaftswertung und führte das UCI-Teamranking an.
| Datum             | Rennen                                                    | Fahrer               |
| ----------------- | --------------------------------------------------------- | -------------------- |
| 09. Januar        | Niederländische Meisterschaft im Cyclocross               | Marianne Vos         |
| 16. Januar        | Cyclocross Pontchâteau                                    | Marianne Vos         |
| 20. Februar       | Cyclocross Cauberg                                        | Marianne Vos         |
| 03. April         | Flandern-Rundfahrt                                        | Annemiek van Vleuten |
| 16. April         | Ronde van Drenthe                                         | Marianne Vos         |
| 20. April         | La Flèche Wallonne                                        | Marianne Vos         |
| 30. April         | Grand Prix Elsy Jacobs                                    | Marianne Vos         |
| 01. Mai           | Grand Prix Nicolas Frantz                                 | Marianne Vos         |
| 08. Mai           | Omloop der Kempen                                         | Marianne Vos         |
| 02. Juni          | Rennen in Gooik                                           | Marianne Vos         |
| 05. Juni          | GP Ciudad de Valladolid                                   | Annemiek van Vleuten |
| 12. Juni          | Emakumeen Bira                                            | Marianne Vos         |
| 18. Juni          | Ster Zeeuwsche Eilanden                                   | Marianne Vos         |
| 22. Juni          | Niederländische Straßenmeisterschaften – Einzelzeitfahren | Marianne Vos         |
| 25. Juni          | Niederländische Straßenmeisterschaften – Straßenrennen    | Marianne Vos         |
| 10. Juli          | Giro d’Italia Femminile                                   | Marianne Vos         |
| 31. Juli          | Open de Suède Vårgårda                                    | Annemiek van Vleuten |
| 27. August        | Grand Prix de Plouay (Frauen)                             | Annemiek van Vleuten |
| 06.–11. September | Profile Ladies Tour                                       | Marianne Vos         |

## Team
| Fahrer               | Geburtsdatum      | Nationalität           |
| -------------------- | ----------------- | ---------------------- |
| Emilie Aubry         | 16. Februar 1989  | Schweiz                |
| Sarah Düster         | 10. Juli 1982     | Deutschland            |
| Loes Gunnewijk       | 27. November 1980 | Niederlande            |
| Janneke Kanis        | 19. Februar 1985  | Niederlande            |
| Patricia Schwager    | 6. Dezember 1983  | Schweiz                |
| Noortje Tabak        | 13. Juli 1988     | Niederlande            |
| Emma Trott           | 24. Dezember 1989 | Vereinigtes Königreich |
| Annemiek van Vleuten | 8. Oktober 1982   | Niederlande            |
| Marianne Vos         | 13. Mai 1987      | Niederlande            |
| Marieke van Wanroij  | 5. November 1986  | Niederlande            |